# Живан Васиљевић
Живан Васиљевић (Планиници код Зајечара, 26. децембар 1920 — Београд, 26. септембар 2007) био је учесник Народноослободилачке борбе и друштвено-политички радник СФР Југославије и СР Србије.

## Биографија
Рођен је 26. децембра 1920. године у селу Планиница, код Зајечара. Основну школу је завршио у родном селу, а гимназију у Зајечару. Након тога уписује студије технике на Београдском универзитету. Као студент, укључио се у студентском револуционарном покрету. Године 1938. је постао члан Савеза комунистичке омладине Југославије (СКОЈ), а 1941. године члан Комунистичке партије Југославије (КПЈ).
Октобра 1940. године на Окружној партијској конференцији одржаној у Зајечару, за чланове Окружног комитета КПЈ су изабрани Добривоје Радосављевић, Љубомир Нешић, Јеремија Илић и Живан Васиљевић. За секретара је изабран Љубомир Нешић, али како је он неколико дана после тога ухапшен, а након 15 дана пуштен, јер код њега није нађен компромитујући материјал, Нешић је морао да буде у илегали, па је за секретара именован Васиљевић. Окружном скојевском организацијом почиње да руководи од 22. јуна 1941. након Окружне конференције СКОЈ-а, на којој је одређено да Љуба Нешић оде на рад у Неготин.
Покрајински комитет КПЈ за Србију шаље у зајечарски округ Мому Марковића 28. јуна 1941. Два дана касније, 30. јуна на Белом Брегу, код Зајечара, Мома држи састанак са јасним инструкцијама о оснивању Крајинског, Зајечарско-бољевачког и Тимочког партизанског одреда. Састанку, поред Добривоја Радосављевића Бобија и Миленка Брковића Црног, присуствују и Живан Васиљевић, Јеремија Илић Јегор, Димитрије Тодоровић Каплар, Љубомир Нешић, Јанко Симеоновић и други. Након једног састанка са илегалцима и напредним сељацима у селу Шљивар, код Зајечара, 10. августа 1941. Васиљевић је ухапшен у свом стану у Зајечару, али је успео да побегне тако што се отргао из руке агентима, оставивши им свој мантил. Разочарани, хапсе његовог оца Радомира, званог Раче.
Због интензивног антифашистичког деловања на просторима источне Србије немачка Окружна команда у Зајечару уценила је његову, али и главе Добривоја Радосављевића, Љубице Радосављевић, Зоре Нешић, Јанка Симеуновића, Предрага Костића и других на 5.000 до 10.000 динара објавом број 157. од 10. октобра 1941. године. У фебруару 1942. са члановима месних ударних десетина Живан је организовао спаљивање општинских архива у Доњој Белој Реци, Грлишту, Леновцу и Лесковцу.
Током 1942. у Окружном комитету КПЈ долази до промена па је јуна на место секретара именован Миодраг Станимировић Душко, а за чланове Живан Васиљевић и Анастазија Ната Јоцић.  Они и током 1943. настављају са идејно-политичким радом и војноорганизационим активностима, као и сукобима са четницима на тим просторима, чувајући здраво језгро у партији и међу борцима у одредима. Живан постаје секретар Окружног комитета КПЈ након погибије Миодрага Станимировића, новембра 1943. Та функција му је поверена и јуна 1944. у селу Славнику у Јабланици. Децембра 1944. на окружној конференцији делегата Јединственог народноослободилачког фронта свих срезова области Живан Васиљевић је именован за секретара Извршног одбора.
Након ослобођења Југославије, обављао је одговорне политичке, привредне и државне функције. Био је члан Централног комитета Савеза комуниста Србије, а касније и члан Централног комитета СКЈ, секретар Окружног и Обласног народноослободилачког одбора Зајечар. Био је и генерални директор Рударско−топионичарског басена Бор.
Биран је више пута за посланика Скупштине СР Србије и Савезне скупштине СФРЈ, а био и члан Извршног већа СР Србије од 1961. до 1965. године и члан Савезног извршног већа (СИВ) од 1965. до 1969. године. Од 19. априла 1974. године до 6. мај 1978. године био је председник Скупштине СР Србије.
Умро је 26. септембра 2007. године у Београду, а сахрањен је у Зајечару.